# Élections législatives de 1924 dans les Ardennes
Les élections législatives de 1924 ont eu lieu le 11 mai 1924.

## Élus
|   | Député sortant      |  | Groupe parlementaire                | Député élu          |  | Groupe parlementaire                          |
| - | ------------------- |  | ----------------------------------- | ------------------- |  | --------------------------------------------- |
| 1 | Maurice Bosquette   |  | Parti radical et radical-socialiste | Maurice Bosquette   |  | Gauche radicale                               |
| 2 | Henri Gallois       |  | Entente républicaine démocratique   | Henri Dunaime       |  | Gauche radicale                               |
| 3 | Albert Meunier      |  | Parti radical et radical-socialiste | Albert Meunier      |  | Gauche radicale                               |
| 4 | Edmond Petitfils    |  | Indépendants de droite              | Edmond Petitfils    |  | Démocrates                                    |
| 5 | Henri Philippoteaux |  | Non inscrit                         | Henri Philippoteaux |  | Républicain-socialiste et socialiste français |
| 6 | Louis Tillhet       |  | Républicains de gauche              | Jules Courtehoux    |  | Républicain-socialiste et socialiste français |

## Résultats à l'échelle du département

### Par listes
| Listes         | Listes                                                     | Premier tour | Premier tour | Sièges |
| Listes         | Listes                                                     | Voix         | %            | Sièges |
| -------------- | ---------------------------------------------------------- | ------------ | ------------ | ------ |
|                | Liste d'Union républicaine                                 | 27 913       | 40,40        | 4      |
|                | Liste du Cartel des gauches                                | 25 754       | 37,27        | 2      |
|                | Liste du Bloc ouvrier-paysan                               | 8 563        | 12,39        | 0      |
|                | Liste du Cartel d'Action républicaine et de reconstitution | 6 021        | 8,71         | 0      |
|                |                                                            |              |              |        |
| Inscrits       | Inscrits                                                   | 79 299       | 100,00       | 6      |
| Votants        | Votants                                                    | 69 717       | 87,92        |        |
| Abstention     | Abstention                                                 | 9 582        | 12,08        |        |
| Blancs et nuls | Blancs et nuls                                             | 622          | 0,89         |        |
| Exprimés       | Exprimés                                                   | 69 095       | 99,11        |        |

### Par candidats
| Candidat       | Candidat            | Tendance            | Voix   | %      |
| -------------- | ------------------- | ------------------- | ------ | ------ |
|                | Maurice Bosquette   | Radical indépendant | 28 224 | 40,85  |
|                | Henri Dunaime       | PRDS                | 27 689 | 40,07  |
|                | Henri Gallois       | FR                  | 25 557 | 36,99  |
|                | Albert Meunier      | Radical indépendant | 28 936 | 41,88  |
|                | Edmond Petitfils    | FR                  | 27 813 | 40,25  |
|                | Riché               | PRDS                | 27 264 | 39,46  |
|                |                     |                     |        |        |
|                | Henri Philippoteaux | PRS                 | 27 031 | 39,12  |
|                | Boutet              | SFIO                | 25 845 | 37,41  |
|                | Jules Courtehoux    | PRRRS               | 26 181 | 37,89  |
|                | Jevais              | SFIO                | 24 995 | 21,70  |
|                | Ledoux              | PRRRS               | 25 330 | 36,66  |
|                | Bozzi               | SFIO                | 25 145 | 36,39  |
|                |                     |                     |        |        |
|                | Lallemand           | PC-SFIC             | 8 820  | 12,77  |
|                | Pierre              | PC-SFIC             | 8 630  | 12,49  |
|                | Cocu                | PC-SFIC             | 8 671  | 12,55  |
|                | Derulle             | PC-SFIC             | 8 641  | 12,51  |
|                | Martin              | PC-SFIC             | 8 629  | 12,49  |
|                | Mayer               | PC-SFIC             | 8 588  | 12,43  |
|                |                     |                     |        |        |
|                | Braibant            | PRDS                | 7 408  | 10,72  |
|                | Henri Doizy         | PRS                 | 7 523  | 10,89  |
|                | Abd-el-Nour         | Radical indépendant | 5 779  | 8,36   |
|                | Brissot             | PRS                 | 5 125  | 7,42   |
|                | Dupuy               | PRDS                | 5 101  | 7,38   |
|                | Godin               | PRDS                | 5 194  | 7,52   |
|                |                     |                     |        |        |
| Inscrits       | Inscrits            | Inscrits            | 79 299 | 100,00 |
| Votants        | Votants             | Votants             | 69 717 | 87,92  |
| Abstentions    | Abstentions         | Abstentions         | 9 582  | 12,08  |
| Blancs et nuls | Blancs et nuls      | Blancs et nuls      | 622    | 0,89   |
| Exprimés       | Exprimés            | Exprimés            | 69 095 | 99,11  |